# Titularbistum Eminentiana
Eminentiana (ital.: Eminenziana) ist ein Titularbistum der römisch-katholischen Kirche.
Es geht zurück auf einen Bischofssitz in der gleichnamigen antiken Stadt, die in der Spätantike in der römischen Provinz Mauretania Sitifensis (heute nördliches Algerien) lag. Spätestens im Zuge der islamischen Expansion ging der Bischofssitz unter.
| Titularbischöfe von Eminentiana |                                              |                                                                         |                   |                 |
| Nr.                             | Name                                         | Amt                                                                     | von               | bis             |
| 1                               | Julius Angerhausen                           | Weihbischof in Essen (Deutschland)                                      | 27. Januar 1959   | 22. August 1990 |
| 2                               | Csaba Ternyák Titularerzbischof pro hac vice | Weihbischof in Esztergom-Budapest (Ungarn)/ Kurienerzbischof            | 24. Dezember 1992 | 15. März 2007   |
| 3                               | Daniel Kozelinski Netto                      | Weihbischof in der Erzeparchie São João Batista em Curitiba (Brasilien) | 20. Juni 2007     | 8. Oktober 2016 |
| 4                               | Seyoum Franso Noel                           | Apostolischer Vikar von Hosanna (Äthiopien)                             | 8. April 2017     |                 |